# Varifula
Varifula là một chi bướm đêm thuộc họ Tortricidae.

## Các loài
- Varifula fulvaria Blanchard, in Gay, 1852